# Antoine-Henry d'Amphernet de Pontbellanger
Antoine-Henry d'Amphernet, vicomte de Pontbellanger, né le 18 janvier 1759 à Pont-Bellanger, mort le 24 février 1796 à Médréac, est un militaire français, chef chouan pendant la Révolution française.

## Biographie
Fils d'Antoine-Michel, marquis d'Amphernet, baron  de Pontbellanger (1730-1785), et de Magdeleine Françoise Le Forestier.
Il épouse  le 22 mai 1787, à la chapelle du château de Trevarez à Laz, Louise Exupère Françoise Charlotte Bot du Grégo, dont il a un fils, Charles-Félix vicomte d'Amphernet de Pontbellanger (1788-1827) capitaine aide de camp du général d'empire de Grouchy, puis chef d'escadron et officier de l'ordre national de la légion d'honneur, en 1814.

### Ancien régime
Il est capitaine de cavalerie au Régiment Royal-Lorraine en 1783 et reçoit les honneurs de la Cour en 1786.

### Chouannerie
Opposé à la Révolution dès 1789, il signe avec trois de ses cousins la Protestation contre les réformes constitutionnelles et il émigre rapidement pour rejoindre l'Armée des émigrés. Il est nommé aide de camp du comte d'Artois. Il participe à l'expédition de Quiberon en 1795 et, ensuite, à la marche de l'Armée rouge.
Élu par ses pairs, contre l'avis des chouans de Cadoudal, il prend la tête de l'Armée rouge, forte de 5 000 hommes, en succédant au  général de Tinténiac tué au combat. Cependant, il est rejeté par les chouans qui auraient préféré l'un des leurs pour chef, et une bonne partie de ses hommes désertent. Pontbellanger prend Quintin, et marche sur la baie de Saint-Brieuc où les royalistes s'attendent à accueillir une flotte britannique. Cependant ces derniers ne paraissent pas .
Dans l'impossibilité de diriger une troupe en pleine désertion,  Pontbellanger résigne ses fonctions. Il est fait prisonnier par les chouans qui le condamnent à mort au terme d'un conseil de guerre. Mais, ayant prononcé un plaidoyer pro domo éloquent et justifié de sa position, face à l'anarchie de la troupe, il est finalement gracié et relâché par Georges Cadoudal, nouveau général des chouans du Morbihan.
Par la suite Pontbellanger prend la tête d'une petite bande de chouans, mais lors d'un combat contre les troupes de Hoche, il tombe dans une embuscade (certains l'imaginent dénoncé par son épouse, la marquise Louise du Bot du Grégo
Il fut tué à Médréac par les troupes républicaines (2e bataillon de l'Ain) le 24 février 1796.
Les anciens Médréaciens se souviennent qu'une croix de chemin aujourd'hui disparue a existé en face du nouveau cimetière, à l'emplacement du décès de Pontbellanger .

## Source partielle
- Nobiliaire universel de France, ou Recueil général des généalogies historiques des maisons nobles de ce royaume, Nicolas Viton de Saint-Allais, Paris, Au bureau du Nobiliaire universel de France, réimprimé à la Librairie Bachelin-Deflorenne, 1872-1877[1].
- Base Léonore[2], Charles-Félix vicomte d'Amphernet de Pontbellanger (fils) (1788-1827).